# 1019. grenadirski polk (Wehrmacht)
1019. grenadirski polk (nemško 1019. Grenadier-Regiment) je bil pehotni polk Heera v času druge svetovne vojne.

## Zgodovina
Polk je bil ustanovljen 11. maja 1944 iz 1211. in 1212. varnostnega bataljona kot sestavni del 70. pehotne divizije. 
Novembra 1944 je bil polk na Nizozemskem zajet.